# Heidehoen
Het heidehoen (Tympanuchus cupido cupido) is de nominale ondersoort van het prairiehoen. De ondersoort stierf uit in 1932.
Het hoen werd zo'n 43 centimeter groot en woog zo'n 900 gram. Het kwam voor van New Hampshire tot Virginia, voorheen misschien zelfs tot Florida. In het koloniale tijdperk kwam het hoen veelvuldig voor, maar werd toen al snel bejaagd voor zijn vlees. Er wordt gezegd dat bij de eerste Thanksgivings heidehoenders geserveerd in plaats van kalkoenen. Tegen 1870 waren de hoenders uitgeroeid op het vasteland. Op het eiland Martha's Vineyard waren er toen nog zo'n 300. Door stroperij en roofdieren daalde dit aantal tot 120 à 200 in 1890. Aan het einde van de negentiende eeuw waren er nog zo'n 70 over. Deze werden beschermd door een jachtverbod en in 1908 werd een reservaat geopend op het eiland, enkel en alleen met het doel om het hoen te beschermen. De populatie groeide al snel weer naar zo'n 2000 hoenders. Echter kwamen er tegenslagen zoals een zware brand tijdens het broedseizoen in 1916, enkele strenge winters, aanvallen door haviken, inteelt en de vogelziekte blackhead. In 1920 waren er nog zo'n 600 maar hierna begon de soort aan zijn uiteindelijke ondergang.
In 1927 waren er nog maar twaalf over, waarvan twee wijfjes. Ondanks de beste bescherming die in die tijd gegeven kon werden, halveerde dit aantal tegen het einde van het jaar en er bleven enkel mannetjes over. Na 8 december 1928 bleef er nog maar één mannetje over. Hij werd het laatst gezien op 11 maart 1932 en is waarschijnlijk kort daarna gestorven.
Het heidehoen was een van de eerste vogelsoorten die de Amerikanen probeerden te redden van uitsterven.